# Casnafar (Ort)
Casnafar (Kasnafar) ist ein osttimoresischer Ort südlich der Landeshauptstadt Dili. Er liegt im Westen der Aldeia Casnafar (Suco Dare, Verwaltungsamt Vera Cruz, Gemeinde Dilil), am Flusslauf des Rio Comoro, auf einer Höhe von 97 m über dem Meeresspiegel. Hier befinden sich der Sitz der Aldeia und eine Grundschule. Am Flussufer gegenüber befindet sich das Dorf Numbuti (Suco Tibar, Gemeinde Liquiçá).

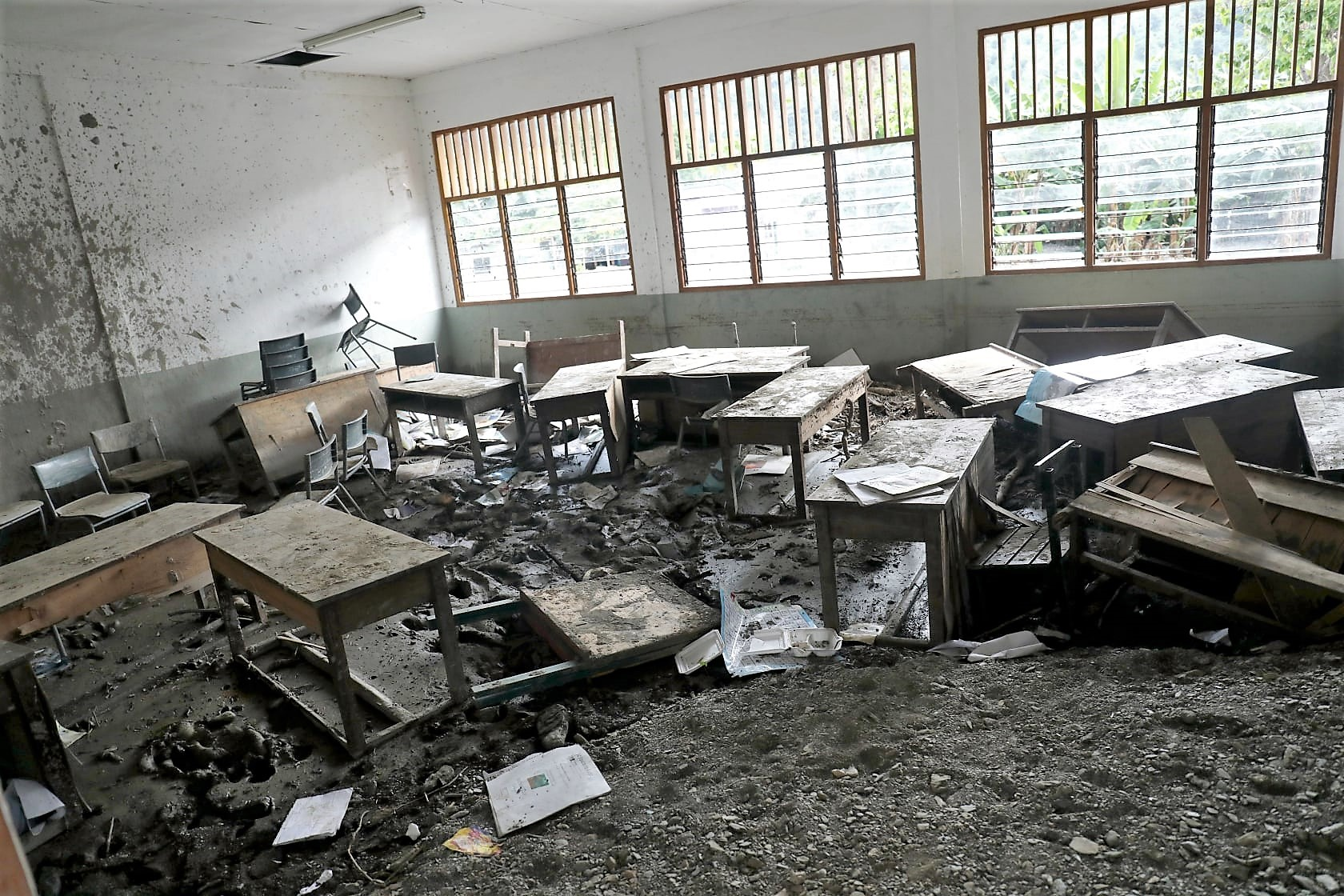
Die Zerstörungen in der Grundschule nach der Flut 2021

Die Überschwemmungen vom 4. April 2021 zerstörten hier die Überlandstraße nach Aileu und bedeckten die Grundschule mit Schlammmassen.